# Diane Dallaire
Pour les articles homonymes, voir Dallaire.
Diane Dallaire, née le 8 décembre 1959 à Mont-Brun (Québec), est une femme politique québécoise. Elle est mairesse de Rouyn-Noranda et d'office préfète de la MRC de Rouyn-Noranda depuis le 16 novembre 2017, succédant ainsi à Mario Provencher à la suite des élections municipales à Rouyn-Noranda. Elle est réélue lors des élections municipales de 2021 pour un second mandat.

## Biographie
Diane Dallaire est née à Mont-Brun, au Québec où elle a grandi dans une famille unie et impliquée localement. Elle est l'ainée d'une famille de six enfants (Maryse, Nathalie, Julie, Raphaël, Patrick). Son père Claude a été, en 1974, un des leaders de la contestation citoyenne revendiquant le maintien des écoles de Mont-Brun et de Cléricy. Ce dernier a été par la suite maire de Mont-Brun de 1986 à 1990.  
Elle a vécu par la suite sept ans à Cléricy, puis dix ans en milieu urbain et réside à Arntfield depuis l’an 2000. Elle est mère de trois enfants (Danielle Roy, Rachelle Roy et Rémi Roy) et grand-mère de neuf petits-enfants. Elle est une grande passionnée de piano et a chanté pendant plusieurs années dans une chorale.

### Formation et carrière
Elle fait des études en sciences humaines au Cégep de l’Abitibi-Témiscamingue avant de s’intéresser au domaine de l’assurance générale. En 1994, elle obtient un diplôme de courtier d’assurance agréé et détient également un certificat universitaire en communication organisationnelle.
Diane Dallaire fait carrière dans le domaine des assurances. Elle est directrice générale de Promutuel Rouyn-Noranda Témiscamingue de 2007 à 2014, après y avoir occupé le poste de directrice des ventes de 2005 à 2007. De 1996 à 2005, elle dirige son propre cabinet de courtage, Assurances Diane Dallaire inc. Elle a auparavant travaillé comme courtier d’assurance chez Lesage Tremblay et associés de 1988 à 1996.
Parallèlement à sa carrière, elle s’implique dans plusieurs organismes associatifs. Elle est trésorière du conseil exécutif du Carrefour action municipale et famille (CAMF) de 2015 à 2017 et administratrice de cet organisme de 2013 à 2017. Elle siége au conseil exécutif du Regroupement des cabinets de courtage d’assurance du Québec (RCCAQ) de 2003 à 2004, préside son comité de formation de 2000 à 2004 et est administratrice de 1998 à 2004. De plus, elle préside l’Association régionale des courtiers d’assurance d’Abitibi-Témiscamingue de 1996 à 1998.

### Conseillère municipale, mairesse et préfète de Rouyn-Noranda
Elle est mairesse de Rouyn-Noranda depuis 2017, devenant ainsi la première femme à occuper ce poste. Elle est réélue pour un second en 2021.  Elle occupe également la fonction de préfète de la Conférence des préfets de l’Abitibi-Témiscamingue depuis 2017 et est présidente de cette conférence en 2017-2018. Avant d’être mairesse, elle est conseillère municipale de 2013 à 2017 dans le district Nord devenu par la suite le district Aiguebelle.
Au sein de l’Union des municipalités du Québec (UMQ), elle est membre du conseil d’administration depuis 2019 et fait partie du comité exécutif, du Caucus des cités régionales, de la Commission du développement économique, ainsi que des comités sur les aéroports régionaux et la forêt.
En tant que mairesse, Diane Dallaire met en place plusieurs initiatives majeures, dont la création du Bureau du citoyen pour favoriser un lien direct avec la population,, l’implantation du transport collectif gratuit ,et l’augmentation du budget destiné à l’entretien des routes rurales. Elle joue également un rôle clé dans la gestion des défis liés à la pandémie ,, aux enjeux environnementaux, notamment en matière de qualité de l’air,,,,,,,,,,et au développement économique,,,. Tout au long de son mandat, elle met l’accent sur l’écoute et la consultation citoyenne afin de répondre aux besoins des résidents de Rouyn-Noranda,,,,.
En mars 2025, elle annonce qu’elle ne sollicitera pas de nouveau mandat aux élections municipales de 2025.